# 자백보강법칙
|                                                                  |
| 형사소송법                                                       |
| 이념과 구조                                                      |
| 무죄 추정의 원칙 · 자백배제법칙 · 전문법칙                       |
| 증거보전청구권 · 형사보상청구권 · 독수독과이론                   |
| 실체적 진실주의 · 적정절차 · 신속한 재판의 원칙                  |
| 진술거부권 · 접견교통권 · 증거개시제도                           |
| 열람등사권 · 위법수집증거배제법칙                                |
| 법원                                                             |
| 제척 · 기피 · 회피 관할 · 이송 · 법관                            |
| 피고인과 변호인                                                  |
| 피고인 ·변호인 · 성명모용자 · 공동피고인 국선변호인 · 법정대리인 |
| 검사                                                             |
| 기소독점주의 · 검사 동일체의 원칙                                |
| 수사                                                             |
| 함정수사 · 불심검문 · 임의동행 · 동행요구 · 사법경찰관           |
| 구속                                                             |
| 구속영장 · 체포영장                                              |
| 증거법                                                           |
| 정황증거 · 전문증거 · 진술조서 · 진술서 · 실황조사서 · 검증조서  |
| 진술 · 증인                                                      |
| 재판                                                             |
| 공소장 · 공소장일본주의                                          |
| 고소 · 고발 · 고소불가분의 원칙 · 자수                           |
| 상소                                                             |
| 항소, 상고 & 비상상고                                            |
| 다른 7법 영역                                                    |
| 헌법 · 민법 · 형법                                               |
| 민사소송법 · 형사소송법 · 행정법                                 |
| 포털: 법 · 법철학 · 형사정책                                     |
| v • d • e • h                                                    |

자백보강법칙(自白補強法則)은 대한민국의 형사소송법상의 원칙으로 피고인이 임의로 한 증거능력과 신용성이 있는 자백에 의하여 법관이 유죄의 심증을 얻었다 할지라도 그 자백에 대한 다른 보강증거가 없으면 유죄로 인정할 수 없다는 것을 뜻한다. 자백은 공판정에서의 자백과 공판정 외의 자백을 불문하며 공범인 공동피고인의 진술은 포함되지 않는다. 간이공판절차나 약식명령절차는 정식재판이므로 자백보강법칙이 적용되나 즉결심판이나 소년보호사건은 이 법칙이 적용되지 않는다.

## 사례
피고인 甲은 공판정에서 자신은 A의 라디오를 2006년 6월 8일 오후 3시경 A의 집에서 훔쳤다고 자백하였다. 그러나 甲의 자백의 신빙성을 보장할 만한 것으로는 피고인이 늘 쓰던 일기장과 경찰에서 쓴 자술서뿐이었다.이 경우 甲은 자백하였으나 보강증거가 없어서 유죄판결이 불가하다.

## 판례
- 자백에 대한 보강증거는 범죄사실의 전부 또는 중요부분을 인정할 수 있는 정도가 되지 아니하더라도 피고인의 자백이 가공적인 것이 아닌 진실한 것임을 인정할 수 있는 정도만 되면 족할 뿐만 아니라 직접증거가 아닌 간접증거나 정황증거도 보강증거가 될 수 있으며, 또한 자백과 보강증거가 서로 어울려서 전체로서 범죄사실을 인정할 수 있으면, 유죄의 증거로 충분하다.[4]

- 실체적 경합범은 실질적으로 수죄이므로 각 범죄사실에 관하여 자백에 대한 보강증거가 있어야 한다.[5]

- 보강증거가 없이 피고인의 자백만을 근거로 공소사실을 유죄로 판단한 경우에는 그 자체로 판결 결과에 영향을 미친 위법이 있는 것으로 보아야 한다[6]

### 적용범위
- 형사소송절차가 아닌 소년보호사건에 있어서는 비행사실의 일부에 관하여 자백이외의 다른 증거가 없다 하더라도 법령적용의 착오나 소송절차의 법령위반이 있다고 할 수 없다[7]

### 보강증거로서의 자격을 인정한 경우
- 압수된 피해품의 현존사실[8]등 간접증거나 정황증거[9]
- 자신이 운영하는 게임장에서 미등급 게임기를 판매, 유통시켰다는 공소사실에 대하여 경찰 및 제1심 법정에서 자백한 후 이를 다시 번복한 사안에서, 미등급 게임기가 설치된 게임장 내부 사진 및 피고인 명의의 게임제공업자등록증 등의 증거가 자백의 진실성을 담보하기에 충분한 보강증거가 될 수 있다[10]

### 보강증거로서의 자격을 부정한 경우
- 대마 흡연자에 대한 소변검사에서 대마 성분이 검출되는 기간에 관한 심리 없이 피고인으로부터 채취한 소변에서 대마 성분이 검출되었다는 국립과학수사연구소장 작성의 감정의뢰회보와 간이소변검사결과는 소변 채취 시점으로부터 5일 이전에 대마를 흡연하였다는 피고인의 자백에 대한 보강증거가 될 수 없다[11]
- 성남시 태평동 자기집 앞에 세워둔 봉고화물차 1대를 도난당하였다는 공소외인의 진술은 피고인이 위 차를 타고 그 무렵 충주까지 가서 소매치기 범행을 하였다고 자백하고 있는 경우, 위 피고인의 자백이 그 차량을 범행의 수단, 방법으로 사용하였다는 취지가 아니고 피고인이 범행장소인 충주까지 가기 위한 교통수단으로 이용하였다는 취지에 불과하여 위 소매치기범행과는 직접적으로나 간접적으로 아무런 관계가 없어 이는 위 피고인의 자백에 대한 보강증거가 될 수 없다[12].

### 보강증거의 요부
- 피고인의 습벽을 범죄구성요건으로 하며 포괄일죄인 상습범에 있어서도 이를 구성하는 각 행위에 관하여 개별적으로 보강증거를 요구한다[13]

## 日最決 1957.11.2.(형집 11-12， 3047)
소론 미수금대장은 피고인이 범죄의 혐의를 받기 전에 이와 관계 없이 스스로 그 판매미수금관계를 기록하기 위하여 암미와 배급미를 불문하고 그 때마다 기입한 것으로 인정되며， 그 기재 내용은 피고인의 자백이라고 볼 수는 없고， 위 장부는 형사소송법 제323조 제2호의 서면으로서 증거능력을 가지므로 피고인의 제 1심 공판정에서의 자백와 대한 보강증거가 되는 것을 인정하지 않을 수 없다.

## 같이 보기
- 자백